# Jean-François Comment
Jean-François Comment (* 3. August 1919 in Pruntrut; † 4. September 2002 ebenda) war ein Schweizer Kunstmaler und Glasmaler. Seine Werke umfassen Malerei, Glasmalerei, Illustrationen, Zeichnungen, Lithografien, Collagen, Aquarelle, Gravuren, Freskos, Mosaike und Monotypien. Er war Mitbegründer der Künstlergruppe «Kreis 48».

## Leben und Werk
Jean-François Comment wuchs als Sohn des Notars James Comment und der Marguerite Dietlin in Pruntrut auf. In seiner Jugend kopierte er Reproduktionen von Gemälden aus französischen Zeitungen und nahm später Privatunterricht bei Willy Nicolet. Nach dem Abitur durfte Comment 1938 ein Atelier im elterlichen Haus einrichten und trat in die Kunstgewerbeschule Basel ein. Dort nahm er Unterricht bei Arnold Fiechter, der ihn nachhaltig prägte. Der Direktor des Kunstmuseums Basel, Georg Schmidt, unterstützte Comment auf seinem künstlerischen Weg.
1939 absolvierte Comment die Rekrutenschule, und anschliessend begann sein Aktivdienst als Soldat. 1943 machte er seinen Diplomabschluss in Kunstgeschichte und als Zeichenlehrer und bildete sich bei Walter Bodmer weiter. 1945 bezog Comment sein neues Atelier in Pruntrut. Es folgten die Teilnahme an der Schweizerischen Landesausstellung sowie verschiedene Ausstellungen in der Galerie Wehrli in Pruntrut, u. a. zusammen mit Max Kämpf, der Comment die Freskomalerei lehrte, und Gruppenausstellungen in der Kunsthalle Basel.
1948 gründete Comment mit anderen Künstlern die Künstlervereinigung «Kreis 48», eine Basler Künstlergruppe, die 1948 in der Galerie Beyeler und ab 1950 erstmals in der Basler Kunsthalle an die Öffentlichkeit trat.
1949 heiratete er Jeanne Deubel, mit der er viele Reisen unternahm. Zusammen mit Marcel Joray und Pierre-Olivier Walzer gründete Comment 1950 das Jurassische Institut für Wissenschaft, Kunst und Literatur. 1952, 1955 und 1956 erhielt Comment ein Eidgenössisches Kunststipendium für bildende Kunst und 1953 ein Kiefer-Hablitzel-Stipendium. 1986 bekam er den Preis für Kunst, Literatur und Wissenschaft des Kantons Jura.
Seine Werke sind in vielen Sammlungen u. a. in der Schweiz, Frankreich, Deutschland und Norwegen vertreten. Er nahm an zahlreichen Ausstellungen auf der ganzen Welt teil, insbesondere in Japan und Hongkong, und erhielt für sein Werk zahlreiche Preise. 1963 stellte er an der Biennale in Tokio und in neun weiteren Städten Japans aus. 1982 gestaltete er die Glasfenster der 1972 erbauten Kirche Saint-Georges in Malleray.
Comment engagierte sich künstlerisch wie politisch für die Unabhängigkeit des Jura, was mit zur Gründung des Kantons Jura führte. So war er 1979 ein Gründungsmitglied der Sektion Jura der GSMBA. Deren Präsident war der Architekt André Brahier. Weitere Gründungsmitglieder waren Jeanmarie Hänggi, Peter Fürst und Gérard Bregnard.  
1974 wurden seine Werke in einer grossen Retrospektive im Kloster Bellelay gezeigt. Zu Comments achtzigstem Geburtstag wurden 1999 drei Retrospektiven, im Espace d’Art de Chevenez, im Musée jurassien des Beaux-Arts de Moutier und im Musée de Porrentruy, organisiert. 2004 wurde im Kloster Bellelay eine grosse postume Retrospektive gezeigt. Zur Erinnerung an Comments 100. Geburtstag fanden 2019 in Pruntrut, Delsberg und Moutier Retrospektiven statt.